# خوزه ماریا د فیلیپی
خوزه ماریا د فیلیپی (انگلیسی: José María De Filippi؛ زادهٔ ۲۶ مارس ۱۹۸۲) بازیکن فوتبال اهل آرژانتین است.